# Hordiivka, Kompaniivka
Hordiivka (în ucraineană Гордіївка) este un sat în comuna Perșotravenka din raionul Kompaniivka, regiunea Kirovohrad, Ucraina.

## Demografie
Componența lingvistică a localității Hordiivka
     Ucraineană (98,31%)
     Rusă (1,69%)
Conform recensământului din 2001, majoritatea populației localității Hordiivka era vorbitoare de ucraineană (98,31%), existând în minoritate și vorbitori de rusă (1,69%).